# Manfred Eicher
Manfred Eicher (Lindau, 9 juli 1943) is een Duits componist, contrabassist, muziekproducent en uitgever.

## Levensloop
Eicher studeerde muziek in Berlijn en speelde contrabas in het free jazz-trio van Joe Viera. In 1969 richtte hij te München de platenmaatschappij ECM Records (Edition of Contemporary Music) op. Met ECM brengt hij jazz-albums uit, meer gericht op de Europese stijlen, dan op de Amerikaanse. Sinds het midden van de jaren tachtig produceert hij ook klassieke muziek en crossover-producties, waarbij de grenzen niet altijd even duidelijk zijn.
Hij heeft honderden elpees en compact discs onder zijn artistieke leiding geproduceerd van met name Keith Jarrett, Jan Garbarek, Chick Corea, Gary Burton, Dave Holland, Egberto Gismonti, Paul Bley, Pat Metheny, Paul Motian, Dino Saluzzi, John Surman, Ralph Towner, Terje Rypdal, Bobo Stenson en het Art Ensemble of Chicago. Voor de zogenaamde new series van ECM heeft hij opnames gemaakt met muziek van de componisten zoals György Kurtág, Arvo Pärt, Alfred Schnittke, Gia Kantsjeli, Heinz Holliger, Meredith Monk, Gavin Bryars, Steve Reich en John Adams. De ECM-producties staan vooral bekend om een bijzonder zorgvuldige opnametechniek en geluids-esthetiek . Sinds de oprichting zijn er meer dan duizend geluidsdragers geproduceerd. De meeste zijn tot nu nog leverbaar. Het hele op het label ECM gedocumenteerde oeuvre zou altijd verkrijgbaar zijn.
De ECM producties zijn onder andere onderscheiden met de "Grand Prix du Disque" (Frankrijk), de "Edison Music Awards" (Nederland), de "Grammy Award" (Verenigde Staten) en de "Academy Award" (Japan).

## Filmwerk
In 1990 draaide hij samen met Heinz Bütler de film Holozän naar de vertelling "Der Mensch erscheint im Holozän" van Max Frisch. De film kreeg de Speciale prijs van de jury tijdens het Internationaal filmfestival van Locarno (Zwitserland). Eichers verder werk op filmgebied is geconcentreerd op de muzikale productie respectievelijk de conceptie van verschillende films van Jean-Luc Godard (Nouvelle Vague, Allemagne Neuf Zéro, Hélas Pour Moi, JLG, Forever Mozart, Histoire(s) du Cinéma, The Old Place, Eloge de l'Amour, Notre musique) en Theo Angelopoulos (Der Bienenzüchter, Landschaft im Nebel, Der schwebende Schritt des Storches, Der Blick des Odysseus, Die Ewigkeit und ein Tag, The Weeping Meadow), Xavier Koller (Journey To Hope), Sandra Nettelbeck (Mostly Martha) en Christian Frei (the documentary film War Photographer).

## Composities

### Filmmuziek
- 2002 Kedma
- 2008 Das Fremde in mir

## Prijzen en onderscheidingen
- 1986 "Ehrenpreis der deutschen Schallplattenkritik" (Ereprijs van de Duitse platenkritiek)
- 1998 "Musikpreis der Landeshauptstadt München" (Muziekprijs van de stad München - hoofdstad van de Duitse deelstaat Beieren)
- 1999 "Commandeur in de Orde van de Poolster" van de Koning Karel XVI Gustaaf van Zweden
- 1999 "V Class Orde van het Kruis van Terra Mariana" door de president van Estland Lennart Meri
- 2000 eredoctor van de Universiteit van Sussex in Brighton in erkenning van de buitengewone betrekking tot de ontwikkeling van de eigentijdse muziek
- 2001 "Commandeur in de Orde van Verdienste (Noorwegen) van de Koning Olaf V van Noorwegen
- 2002 Grammy Award als klassieke muziekproducent van het jaar; opnieuw genomineerd in dezelfde categorie voor 2003 en 2004
- 2004 "Kulturelle Ehrenpreis der Landeshauptstadt München"
- 2007 "Orde van Verdienste van de Bondsrepubliek Duitsland"
- 2008 "Producent van het jaar" door het jazz-magazine Down Beat